# Willem II Tilburg (femenino)

El Willem II es un equipo de la Eredivisie femenina holandesa de la población de Tilburg. Compite en esta competición desde su creación en 2007. La mayoría de clubes de la nueva Eredivisie se fusionaron con clubes amateurs que competían en la anterior liga no-profesional, llamada Hoofdklasse. En el caso del Willem II este club amateur fue el sc 't Zand un equipo de la misma ciudad. Ahora el Willem II se hace responsable económicamente del sc 't Zand a cambio de disponer de sus jugadoras como si fuera un equipo filial.
El 30 de agosto de 2007 fue el día del debut en la Eredivisie para el Willem II, enfrentándose al ADO Den Haag.

## Temporada 2008/2009

### Equipo Técnico
| País                     | Puesto                 | Nombre                         |
| ------------------------ | ---------------------- | ------------------------------ |
| Bandera de Países Bajos. | Entrenador             | Mark Schenning                 |
| Bandera de Países Bajos. | 2.º Entrenador         | Edith Meeuwsen                 |
| Bandera de Países Bajos. | Entrenador de porteros | Erskine Schoenmakers           |
| Bandera de Países Bajos. | Manager                | Lonneke Robben - van der Wegen |

### Plantilla
| País                     | Pos. | Dorsal | Nombre                      | Club de origen           |
| ------------------------ | ---- | ------ | --------------------------- | ------------------------ |
| Bandera de Países Bajos. | P    | 1      | Sandra Swinkels             | Roda JC                  |
| Bandera de Países Bajos. | P    | 13     | Lyn Zondervan               | SV SSS                   |
| Bandera de Bélgica.      | P    | 16     | Veerle Willekens            | KFC Lentezon Beerse      |
| Bandera de Países Bajos. | DF   | 3      | Jette van Vlerken           | RKVVO                    |
| Bandera de Países Bajos. | DF   | 8      | Danitsja Heiligers          | Roda JC                  |
| Bandera de Países Bajos. | DF   | 2      | Marleen Joore               | Ste.Do.Co                |
| Bandera de Países Bajos. | DF   | 4      | Manou Meulen                | Ste.Do.Co                |
| Bandera de Países Bajos. | DF   | 5      | Kika van Es                 | Olympia '18              |
| Bandera de Países Bajos. | DF   | 7      | Marlou Jacobs               | DSE                      |
| Bandera de Países Bajos. | DF   | 14     | Maran van Erp               | RKVVO                    |
| Bandera de Bélgica.      | CC   | 6      | Niki de Cock                | Anderlecht               |
| Bandera de Países Bajos. | CC   | 10     | Karin Stevens               | sc Jekerdal              |
| Bandera de Países Bajos. | CC   | 17     | Leonie Haagmans             | Prinses Irene            |
| Bandera de Países Bajos. | CC   | 15     | Renée Slegers               | Arsenal LFC              |
| Bandera de Países Bajos. | CC   | 19     | Kirsten van de Ven          | Florida State University |
| Bandera de Países Bajos. | CC   | 21     | Marlou Peeters              | VV Dongen                |
| Bandera de Países Bajos. | CC   | 18     | Cindy Burger                | Ste.Do.Co                |
| Bandera de Países Bajos. | DL   | 12     | Mauri van de Wetering       | ODC                      |
| Bandera de Países Bajos. | DL   | 9      | Dominique Vugts             | Saestum                  |
| Bandera de Países Bajos. | DL   | 11     | Marjolijn van den Bighelaar | sc 't Zand               |